# Partit de notables
Els partits de notables són un tipus de partit polític caracteritzats per estar encapçalats per persones de certa rellevància social, cultural o econòmica als quals es denomina "notables". Segons Weber, un notable és una persona que per la seva situació socioeconòmica, es troba en posició de dirigir i administrar de forma contínua un grup, sempre com a professió secundària sense rebre un salari per això o rebent un salari simbòlic.
Neixen entre principis i intervinguts del segle xix a Europa, en el marc de règims semidemocràtics i de sufragi censatari, encara que no falten exemples posteriors a l'aparició del sufragi universal. Aquest tipus de partit polític, és característic de sistemes polítics moderns poc desenvolupats en els quals el notable, de fet, o de dret compta amb una relació especial amb el poder que és utilitzada per servir de vincle entre aquest poder polític i la societat.

## Característiques
Els partits de notables no tracten d'obtenir suports massius de forma directa, ja que el cens electoral en el que estan immersos sol ser en general molt reduït, per contra, tracten d'atreure el suport de personatges influents o prestigiosos que serveixin de suport.
Comptaven amb estructures mínimes, assentades sobre xarxes interpersonals en el si d'un àmbit geogràfic reduït. Feblement ideologitzats, els seus suports es basen en la distribució de beneficis particulars als residents. Xarxes clientelares basades en una relació de conveniència i no de classe o ideològica.
Els notables, no tenien la necessitat de fer campanya política, eren votats en funció de la seva autoritat social natural. La seva legitimitat prové segons Max Weber de la tradició o del carisma.

## Desaparició
Els partits de notables, a mesura que es democratitza i professionalitza la política, van desapareixent dels sistemes democràtics a causa d'una sèrie de factors relacionats amb la professionalització de la política; l'augment de la complexitat de l'estat; el canvi del paradigma de legitimitat, que passa a ser predominantment legal-racional; la burocratització i normalització de la política, amb una legitimitat basada en els resultats de la lluita electoral, apareixen nous perfils de professionals de la política.
Segons Michel Offerlé la imatge dels notables passa a ser poc pràctica des d'un punt de vista electoral, apareixen noves entrades al mercat polític que van a valorizar el seu provenir del poble, de la mateixa massa que els tria i d'altra banda van a ser capaces de denunciar als notables tradicionals de corrupció, d'entorpir la llibertat de vot, de provenir d'una oligarquia opressora, etc.
L'aparició de l'aparell informatiu i propagandístic sentencia les relacions clientelares que sustenten als partits de notables; l'entrada en el sistema polític dels mitjans de comunicació de masses va a provocar l'obsolescència dels mitjans de persuasió dels partits de masses, Alain Garrigou parla de la generalització del vincle entre el vot i una elecció purament política en comptes d'una persuasió basada en un intercanvi de favors.

## Limitacions del terme "partit de notables"
És convenient ressaltar que tota classificació d'una realitat, té necessàriament alguna limitació. El terme "notable" es refereix a una tipologia teòrica, poden donar-se casos de notables i partits de notables que no s'ajustin al model teòric.
El baró Armand de Mackau, sent un notable, se servia d'agents electorals, d'elements que clarament no s'ajusten al model de "notable". Es parla d'una "protoprofesionalización de l'activitat dels notables.
A més, és possible trobar casos de professionals de la política que es "notabilitzen" com és el cas d'Alexandre Millerand (president de la III República Francesa de 1920 a 1924), que gestionava la seva circumscripció de forma clientelar.